# Bonnelles
Bonnelles és un municipi francès, situat al departament d'Yvelines i a la regió de Illa de França. L'any 2007 tenia 2.035 habitants.
Forma part del cantó de Rambouillet, del districte de Rambouillet i de la Comunitat d'aglomeració Rambouillet Territoires.

## Demografia

### Població
El 2007 la població de fet de Bonnelles era de 2.035 persones. Hi havia 739 famílies, de les quals 121 eren unipersonals (54 homes vivint sols i 67 dones vivint soles), 238 parelles sense fills, 313 parelles amb fills i 67 famílies monoparentals amb fills.
La població ha evolucionat segons el següent gràfic:
Habitants censats

### Habitatges
El 2007 hi havia 807 habitatges, 759 eren l'habitatge principal de la família, 25 eren segones residències i 23 estaven desocupats. 710 eren cases i 95 eren apartaments. Dels 759 habitatges principals, 630 estaven ocupats pels seus propietaris, 110 estaven llogats i ocupats pels llogaters i 20 estaven cedits a títol gratuït; 6 tenien una cambra, 55 en tenien dues, 58 en tenien tres, 117 en tenien quatre i 522 en tenien cinc o més. 658 habitatges disposaven pel capbaix d'una plaça de pàrquing. A 256 habitatges hi havia un automòbil i a 475 n'hi havia dos o més.

### Piràmide de població
La piràmide de població per edats i sexe el 2009 era:
| Homes | Edats   | Dones |
| ----- | ------- | ----- |
| 0     | 95 o +  | 0     |
| 0     | 90 a 94 | 4     |
| 0     | 85 a 89 | 4     |
| 4     | 80 a 84 | 4     |
| 12    | 75 a 79 | 16    |
| 24    | 70 a 74 | 28    |
| 32    | 65 a 69 | 24    |
| 28    | 60 a 64 | 24    |
| 84    | 55 a 59 | 76    |
| 92    | 50 a 54 | 100   |
| 104   | 45 a 49 | 120   |
| 96    | 40 a 44 | 96    |
| 100   | 35 a 39 | 92    |
| 40    | 30 a 34 | 60    |
| 56    | 25 a 29 | 52    |
| 44    | 20 a 24 | 76    |
| 88    | 15 a 19 | 96    |
| 84    | 10 a 14 | 104   |
| 92    | 5 a 9   | 68    |
| 52    | 0 a 4   | 52    |

## Economia
El 2007 la població en edat de treballar era de 1.431 persones, 1.066 eren actives i 365 eren inactives. De les 1.066 persones actives 1.030 estaven ocupades (536 homes i 494 dones) i 37 estaven aturades (24 homes i 13 dones). De les 365 persones inactives 129 estaven jubilades, 144 estaven estudiant i 92 estaven classificades com a «altres inactius».

### Ingressos
El 2009 a Bonnelles hi havia 716 unitats fiscals que integraven 2.024 persones, la mediana anual d'ingressos fiscals per persona era de 27.739 €.

### Activitats econòmiques
Dels 115 establiments que hi havia el 2007, 1 era d'una empresa extractiva, 2 d'empreses alimentàries, 5 d'empreses de fabricació d'altres productes industrials, 13 d'empreses de construcció, 20 d'empreses de comerç i reparació d'automòbils, 2 d'empreses de transport, 10 d'empreses d'hostatgeria i restauració, 4 d'empreses d'informació i comunicació, 3 d'empreses financeres, 2 d'empreses immobiliàries, 27 d'empreses de serveis, 21 d'entitats de l'administració pública i 5 d'empreses classificades com a «altres activitats de serveis».
Dels 23 establiments de servei als particulars que hi havia el 2009, 1 era una oficina de correu, 4 tallers de reparació d'automòbils i de material agrícola, 1 paleta, 2 guixaires pintors, 2 fusteries, 2 lampisteries, 2 electricistes, 3 empreses de construcció, 2 perruqueries, 2 restaurants, 1 agència immobiliària i 1 saló de bellesa.
Dels 4 establiments comercials que hi havia el 2009, 1 era un hipermercat, 1 una botiga de menys de 120 m², 1 una botiga de material de revestiment de parets i terra i 1 una joieria.
L'any 2000 a Bonnelles hi havia 5 explotacions agrícoles.

## Equipaments sanitaris i escolars
L'únic equipament sanitari que hi havia el 2009 era una farmàcia.
El 2009 hi havia 1 escola maternal i 1 escola elemental. Bonnelles disposava d'un col·legi d'educació secundària amb 406 alumnes.

## Poblacions més properes
El següent diagrama mostra les poblacions més properes.